# Hyphodontia tubuliformis
Hyphodontia tubuliformis är en svampart som beskrevs av Sheng H. Wu 2006. Hyphodontia tubuliformis ingår i släktet Hyphodontia och familjen Schizoporaceae.   Inga underarter finns listade i Catalogue of Life.